# العلاقات الباكستانية البولندية
العلاقات الباكستانية البولندية هي العلاقات الثنائية التي تجمع بين باكستان وبولندا.

## مقارنة بين البلدين
هذه مقارنة عامة ومرجعية للدولتين:
| وجه المقارنة                                              | باكستان                     | بولندا                                                                             |
| --------------------------------------------------------- | --------------------------- | ---------------------------------------------------------------------------------- |
| المساحة (كم2)                                             | 881.91 ألف                  | 312.68 ألف                                                                         |
| عدد السكان (نسمة)                                         | 197.02 مليون                | 38.43 مليون                                                                        |
| الكثافة السكانية (ن./كم²)                                 | 223.4                       | 122.91                                                                             |
| العاصمة                                                   | إسلام آباد                  | وارسو                                                                              |
| اللغة الرسمية                                             | لغة إنجليزية، اللغة الأردية | اللغة البولندية                                                                    |
| العملة                                                    | روبية باكستانية             | زلوتي بولندي                                                                       |
| الناتج المحلي الإجمالي (بليون دولار)                      | 304.95 مليار                | 524.51 مليار                                                                       |
| الناتج المحلي الإجمالي (تعادل القوة الشرائية) بليون دولار | 946.67 مليار                | 1.02 تريليون                                                                       |
| الناتج المحلي الإجمالي الاسمي للفرد دولار أمريكي          | 1.43 ألف                    | 12.55 ألف                                                                          |
| الناتج المحلي الإجمالي للفرد دولار أمريكي                 | 4.81 ألف                    | 26.14 ألف                                                                          |
| مؤشر التنمية البشرية                                      | 0.538                       | 0.843                                                                              |
| رمز المكالمات الدولي                                      | +92                         | +48                                                                                |
| رمز الإنترنت                                              | .pk                         | .pl                                                                                |
| المنطقة الزمنية                                           | ت ع م+05:00                 | توقيت وسط أوروبا، ت ع م+01:00، ت ع م+02:00، أوروبا/وارسو ‏، توقيت وسط أوروبا الصيفي |

## منظمات دولية مشتركة
يشترك البلدان في عضوية مجموعة من المنظمات الدولية، منها:
| علم المنظمة | اسم المنظمة                        | تاريخ انضمام باكستان | تاريخ انضمام بولندا |
| ----------- | ---------------------------------- | -------------------- | ------------------- |
|             | وكالة ضمان الاستثمار متعدد الأطراف | 12 أبريل 1988        | 29 يونيو 1990       |
|             | منظمة الشرطة الجنائية الدولية      | ?                    | ?                   |
|             | منظمة حظر الأسلحة الكيميائية       | ?                    | ?                   |
|             | منظمة التجارة العالمية             | ?                    | 1 يوليو 1995        |
|             | الفريق المعني برصد الأرض           | ?                    | ?                   |
|             | الأمم المتحدة                      | 30 سبتمبر 1947       | 24 أكتوبر 1945      |
|             | مؤسسة التمويل الدولية              | 20 يوليو 1956        | 29 ديسمبر 1987      |
|             | يونسكو                             | 14 سبتمبر 1949       | 6 نوفمبر 1946       |
|             | البنك الدولي للإنشاء والتعمير      | 11 يوليو 1950        | 27 يونيو 1986       |
|             | المنظمة الهيدروغرافية الدولية      | ?                    | ?                   |
|             | الاتحاد البريدي العالمي            | ?                    | 1 مايو 1919         |
|             | الاتحاد الدولي للاتصالات           | 26 أغسطس 1947        | 1921                |

## وصلات خارجية
- موقع وزارة الخارجية الباكستانية
- موقع وزارة الخارجية البولندية